# The Pirates of Penzance
The Pirates of Penzance; or, The Slave of Duty (parfois traduit littéralement en français : Les Pirates de Penzance, ou l'esclave du devoir) est un opéra comique britannique en deux actes composé par Arthur Sullivan sur un libretto de W. S. Gilbert. La première officielle eut lieu à New York, le 31 décembre 1879, et, après une tournée à succès aux États-Unis, débuta à Londres le 3 avril 1880. Il s'agit de la cinquième pièce du duo Gilbert et Sullivan.

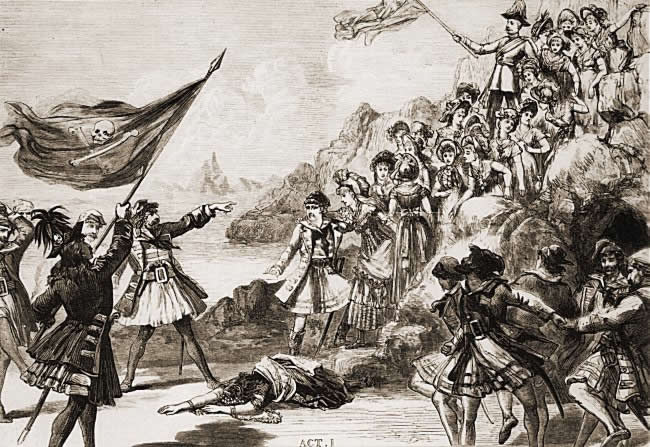
Dessin de la fin de l'acte I publié dans le magazine Illustrated Sporting and Dramatic News en 1880.

L'intrigue se centre sur le personnage de Frédéric, qui, au cours de son enfance, avait été placé par erreur en apprentissage auprès d'une bande de pirates au bon cœur, et dont le sens aigu du devoir l'avait contraint à rester auprès d'eux jusqu'à ses 21 ans, marquant la fin de son apprentissage. Libéré de ses obligations, il quitte la bande et jure de passer le reste de sa vie à les exterminer pour racheter les atrocités qu'il a commises. Il fait vite la rencontre de Mabel dont il tombe immédiatement amoureux. Malheureusement, le Roi Pirate découvre une ambiguïté dans le contrat d'apprentissage de Frédéric : celui-ci le lie à la bande jusqu'à son 21e anniversaire et non pas jusqu'à ses 21 ans. Frédéric étant né un 29 février, il doit servir les pirates 63 ans de plus et son sens du devoir l'incite à rejoindre à nouveau ses anciens compagnons.
La pièce comporte de nombreux airs qui demeurent populaires dans la culture anglo-saxonne, notamment la chanson du général de brigade qui a été reprise et parodiée de nombreuses fois. Avec The Mikado et H.M.S. Pinafore, The Pirates of Penzance est l'un des opéras les plus joués de Gilbert et Sullivan.

## Contexte de production
The Pirates of Penzance est inhabituel dans la mesure où Gilbert et Sullivan ont décidé de faire leur première aux États-Unis et pas au Royaume-Uni. En effet, à l'époque, la loi américaine sur le droit d'auteur ne protégeait pas les étrangers. Leur précédent succès, H.M.S. Pinafore, avait été piraté par de nombreuses troupes américaines qui avaient pris de grandes libertés envers l'œuvre, sans que les auteurs n'aient perçu d'argent. Gilbert et Sullivan ont donc voulu bénéficier de l'effet de surprise et de nouveauté pour vendre leur opéra aux États-Unis avant que d'autres troupes ne les copient. Afin de sécuriser les droits d'auteur au Royaume-Uni pendant la durée de leur tournée aux États-Unis, le jour même de la première à New-York, une discrète première au Royaume-Uni a été faite à Paignton dans le Devon.

## Distribution
- Le général de brigade Stanley (baryton)
- Le Roi Pirate (baryton-basse)
- Samuel, son lieutenant (baryton)
- Frederic, l'apprenti pirate (ténor)
- Le sergent de police (basse)
- Les filles du général Stanley :
  - Mabel (soprano)
  - Edith (mezzo-soprano)
  - Kate (mezzo-soprano)
  - Isabel (parlé)
- Ruth, une bonne-à-tout-faire piratique (contralto)
- Chœur de Pirates, de Police et de filles du général Stanley

## Intrigue

### Acte I
Sur les côtes de Cornouailles du temps de la reine Victoria, Frederic, un jeune homme au sens du devoir extrêmement poussé, célèbre son vingt-et-unième anniversaire au milieu d'une bande de pirates, marquant la fin de sa période d'apprentissage parmi eux (Pour, oh pour the pirate sherry).
Frederic annonce son intention de quitter la bande, ce qui provoque la surprise du Roi Pirate, qui ne comprend pas comment une recrue du talent de Frederic décide d'abandonner le métier. Frederic révèle que ce fut par erreur qu'il avait été placé en apprentissage chez eux, et Ruth, la bonne-à-tout-faire piratique, précise qu'elle était la gouvernante de Frederic lorsqu'il était petit, et que le père de celui-ci lui avait donné l'ordre de le placer en apprentissage chez un pilote (d'un navire ; l'avion n'était pas inventé). Malheureusement Ruth était dure d'oreille et au lieu de le placer chez un pilote, elle le place chez un pirate (When Frederic was a little lad).
Frederic révèle alors qu'ayant passé toute sa vie au milieu des pirates, il n'a jamais vu d'autre femme que Ruth, laquelle a passé la quarantaine depuis longtemps. Bien qu'il pense avoir de l'amour pour elle, il envisage de la laisser à bord auprès des pirates, lesquels se montrent peu enthousiastes à cette idée et s'empressent de le faire changer d'avis.
Frederic annonce alors qu'il passera le reste de sa vie à exterminer les pirates et le Roi Pirate, loin de s'en formaliser, lui recommande de suivre ce que son cœur lui dicte. Comme il n'est encore que onze heures et demie et qu'il est encore lié aux pirates jusqu'à midi, le sens du devoir de Frederic le pousse à expliquer aux pirates la cause principale de leur manque de succès : ils ont trop bon cœur. Ils se refusent à attaquer plus faible qu'eux, notamment les orphelins. Du coup, toutes les proies prétendent être des orphelins.
Frederic propose au Roi Pirate de rejoindre la civilisation avec lui, mais ce dernier refuse : bien qu'il ne tire pas une grande fierté de sa profession, il la trouve largement plus honnête que nombre de professions dites "respectables" (Oh! better far to live and die).
Les pirates prennent le large en laissant Frederic et Ruth. Ces derniers entendent au loin une bande de jeunes filles : il s'agit des filles du général Stanley qui viennent pique-niquer au bord de la mer, non loin du refuge des pirates. Frederic les aperçoit, voyant des jeunes filles pour la première fois de sa vie et tombant sous leur charme. Il se rend compte que Ruth, qui se prétendait belle pour l'épouser, l'a trompé (Oh false one! You have deceived me!). Il renvoie Ruth et se cache à l'arrivée des jeunes filles (Climbing over rocky mountain).
Après quelques hésitations, Frederic décide de se dévoiler (Stop, ladies, pray!) et explique sa situation. Il essaie de faire appel à leur sens de la pitié pour qu'elles les aident à se racheter (Oh! is there not one maiden breast?). Les jeunes filles se montrent assez froide, mais l'une d'elles, Mabel, les réprimande pour leur manque de charité (Oh sisters deaf to pity's name for shame!) et prend en pitié Frederic (Poor wand'ring one). Les deux tombent amoureux et les autres filles, se sentant être la troisième roue du carrosse, décident de parler du beau temps et de faire semblant de ne pas voir le couple (What ought we to do?)(How beautifully blue the sky).
Frederic prévient les filles de l'existence des pirates (Stay, we must not lose our senses) et les incite à s'abriter au plus vite. Mais il est trop tard : les pirates arrivent, et capturent les filles, heureux de l'occasion de pouvoir les épouser sur-le-champ en toute impunité (Here's a first rate opportunity). Mabel avertit les pirates qu'elles sont filles de général (Hold, monsters!). L'argument semble effrayer un peu les pirates qui hésitent un instant.
Le général de brigade Stanley arrive alors sur les lieux et se présente : mathématicien, biologiste, lettré, historien, son éducation est vaste et profonde comme tous les généraux modernes, mais au prix de sévères lacunes dans son savoir-faire militaire (I am the very model of a modern Major-General).
Une fois mis au courant de la situation, il cherche à dissuader les pirates d'épouser ses filles en se présentant à eux comme un pauvre orphelin dont les filles sont le seul confort dans sa vieillesse (Oh, men of dark and dismal fate). Malgré un long quiproquo avec le Roi Pirate, les pirates sont émus (Hail, Poetry!) et élisent le général Stanley et ses filles comme membres honoraires de leur bande avant de les libérer (Pray observe the magnanimity).

### Acte II
Le général se lamente dans son domaine, la conscience torturée par le fait qu'il ait menti aux pirates, et surtout par ce qui l'attend s'ils l'apprenaient. Ses filles cherchent à le consoler (Oh dry the glist'ning tear).
Le sergent de police et son escouade arrivent alors, peu rassurés à l'idée d'affronter des pirates.  Les filles se montrent admiratives devant la bravoure de gens qui vont à une mort certaine en affrontant des pirates sans merci. Ces commentaires refroidissent considérablement les policiers qui font tout leur possible pour retarder leur expédition, à la grande exaspération du général Stanley (When the foeman bares his steel).
Les policiers partis, Frederic jubile à l'idée qu'il pourra enfin se racheter pour ses crimes en exterminant les pirates (Now for the pirate's lair). Surgissent alors Ruth et le Roi Pirate, qui lui collent chacun un pistolet sur la tempe en faisant appel à sa pitié. N'ayant guère le choix, Frederic accepte de les écouter. Le Roi Pirate lui expose un paradoxe intéressant : son contrat d'apprentissage le lie à eux jusqu'à son 21e anniversaire. Or Frederic étant né un 29 février, il n'en a fêté que 5 (When you had left our pirate fold). Le Roi Pirate fait appel au sens de devoir de Frederic lequel n'a guère le choix que de les rejoindre.
Poursuivant jusqu'au bout sa logique, Frederic juge qu'il est de son devoir de révéler que le général a menti et que ce dernier n'est pas un orphelin, ce qui provoque la fureur du Roi Pirate qui jure vengeance (Away, away, my heart's on fire). Frederic part faire ses adieux à Mabel (All is prepared) laquelle cherche à le convaincre de rester (Stay Frederic, stay). Finalement tous deux jurent de s'attendre jusqu'au 21e anniversaire de Frederic, lorsqu'ils auront 80 ans (Oh here is love and here is truth).
Frederic part et Mabel tente de se donner du courage (No, I'll be brave). Elle charge les policiers d'attaquer les pirates. Plus poussés par la couardise que par un idéal, ces derniers trouvent dommage qu'il faille priver de liberté les malfrats, qui sont des hommes comme tout le monde (When a felon's not engaged in his employment). En entendant les pirates arriver (A rollicking band of pirates we), les policiers se cachent. Les pirates affirment à nouveau leur intention de tuer le général Stanley (With cat-like tread).
Policiers et pirates se préparent chacun dans leur coin au combat (Hush, hush! not a word) lorsque le général de brigade fait son apparition en costume de nuit, n'ayant pu trouver le sommeil. Les pirates se cachent tandis que le général fait sa promenade nocturne (Sighing softly to the river). Ses filles viennent à sa rencontre (Now what is this and what is that). Les pirates surgissent alors, suivis par les policiers, lesquels sont facilement battus.
Le sergent de police reconnait la victoire du Roi Pirate mais déclare avoir un argument de poids qui le forcera à se rendre : il agit au nom de la reine Victoria. Les pirates se rendent sur le champ, ne pouvant se résoudre à s'opposer aux serviteurs de la reine. Alors qu'on est sur le point de les mettre en prison, Ruth révèle alors que les pirates étaient en fait de nobles gentilshommes qui ont mal tourné. Ne pouvant se résoudre à faire enfermer des nobles, le général les envoie reprendre leurs fonctions législatives et est plus que ravi de leur donner ses filles en mariage.

## Adaptation
- 1983 : The Pirates of Penzance, film de Wilford Leach

## Dans la culture populaire
En 1992, le morceau Poor Wand'ring One est utilisé dans le thriller à succès La Main sur le berceau, réalisé par Curtis Hanson avec Rebecca de Mornay.